# Konstrukt
Konstrukt – w teorii Kelly’ego sposób postrzegania, konstruowania lub interpretowania zdarzeń.
Wyróżnia się:
1. Konstrukt słowny (który jednostka jest w stanie wyrazić słowami)
2. Konstrukt przedsłowny (którego jednostka nie jest w stanie wyrazić słowami)
3. Konstrukt zanurzony (który dało się kiedyś wyrazić słowami, lecz teraz jeden lub oba jego bieguny nie mogą zostać zwerbalizowane)
4. Konstrukt rdzenny (podstawowy dla systemu konstruktów osoby, nie może być zmieniony bez poważnych konsekwencji dla reszty systemu)
5. Konstrukt peryferyczny (dla systemu konstruktów nie jest podstawowy i może być zmieniony bez poważnych konsekwencji dla reszty systemu)
6. Konstrukt podrzędny (w systemie konstruktów jest mniej ważny i w związku z tym wchodzi w skład innego, nadrzędnego konstruktu)
7. Konstrukt nadrzędny (w systemie konstruktów ma znaczenie podstawowe i w związku z tym zawiera w sobie inne konstrukty)
8. Konstrukt przepuszczalny (przyjmuje nowe elementy)
9. Konstrukt nieprzepuszczalny (nie przyjmuje nowych elementów)
10. Konstrukt stale dostępny (aktywizuje się łatwo i na podstawie niewielkiej ilości informacji)

Wyróżnia się także konstruktywny alternatywizm, czyli stanowisko zgodnie z którym nie istnieje obiektywna rzeczywistość, ani absolutna prawda. To, co istnieje, to alternatywne sposoby konstruowania zdarzeń.